# Basketball-Europameisterschaft 1993
Die 28. Basketball-Europameisterschaft der Herren (offiziell: Eurobasket 1993) fand vom 22. Juni bis 4. Juli 1993 zum dritten Mal in Deutschland statt. An der Endrunde nahmen im Gegensatz zu den letzten Turnieren diesmal 16 Mannschaften teil. Sieger wurde unerwartet der Gastgeber aus Deutschland, der unter Anleitung des serbischen Trainers Svetislav Pesic, im Finale Russland – Rechtsnachfolger des Rekord-Titelträgers UdSSR – auf Platz zwei verwies. EM-Debütant Kroatien, dessen Spieler in der Vergangenheit traditionell einen Teil der erfolgreichen jugoslawischen Auswahlmannschaft stellten, holte die Bronzemedaille.

## Austragungsorte
Spiele der Vorrundengruppen A und C sowie der Zwischenrundengruppe 1 fanden in der Europahalle in Karlsruhe, die der Vorrundengruppen B und D sowie der Zwischenrundengruppe 2 in der Deutschlandhalle in Berlin statt. Ab dem Viertelfinale wurden sämtliche Partien in der Münchener Olympiahalle ausgetragen.

## Vorrunde
Die Vorrunde wurde in vier Gruppen mit je vier Mannschaften ausgetragen. Der Sieger eines Spiels erhielt zwei Punkte, der Verlierer einen Punkt. Stand ein Spiel am Ende der regulären Spielzeit unentschieden, so gab es Verlängerung. Bei Punktgleichheit entschied der direkte Vergleich gegeneinander.
Die ersten drei Mannschaften jeder Gruppe waren für die Zwischenrunde gesetzt und hatten EM-Platz 12 bereits sicher. Die verbliebenen vier Gruppenletzten belegten entsprechend ihrer erzielten Punkte die EM-Plätze 13 bis 16. Bei Punktgleichstand entschied der Korb-Quotient.

### Gruppe A
| Spiel | Team 1                  | Team 2                  | Ergebnis     | 1. H. | 2. H. | Verl. |
| ----- | ----------------------- | ----------------------- | ------------ | ----- | ----- | ----- |
| A 1   | Russland                | Bosnien und Herzegowina | 099:77       | 49:27 | 50:50 | –     |
| A 2   | Spanien                 | Schweden                | 072:49       | 36:25 | 36:24 | –     |
| A 3   | Schweden                | Russland                | 100:92 n. V. | 51:43 | 32:40 | 17:9  |
| A 4   | Spanien                 | Bosnien und Herzegowina | 096:89       | 46:41 | 50:48 | –     |
| A 5   | Bosnien und Herzegowina | Schweden                | 089:69       | 45:36 | 44:33 | –     |
| A 6   | Spanien                 | Russland                | 086:75       | 38:38 | 48:37 | –     |

| Platz | Team                | Spiele | Siege | Niederl. | Punkte | Körbe   | Diff | qualifiziert für |
| ----- | ------------------- | ------ | ----- | -------- | ------ | ------- | ---- | ---------------- |
| 1     | Spanien             | 3      | 3     | 0        | 6      | 254:213 | +41  | Zwischenrunde    |
| 2     | Russland            | 3      | 1     | 2        | 4      | 266:263 | +03  | Zwischenrunde    |
| 3     | Bosnien-Herzegowina | 3      | 1     | 2        | 4      | 255:264 | −09  | Zwischenrunde    |
| 4     | Schweden            | 3      | 1     | 2        | 4      | 218:253 | −35  |                  |

### Gruppe B
| Spiel | Team 1     | Team 2    | Ergebnis      | 1. H. | 2. H. | Verl. |
| ----- | ---------- | --------- | ------------- | ----- | ----- | ----- |
| B 1   | Bulgarien  | Kroatien  | 083:104       | 39:50 | 44:54 | –     |
| B 2   | Frankreich | Türkei    | 069:055       | 34:24 | 35:31 | –     |
| B 3   | Frankreich | Kroatien  | 095:100 n. V. | 42:41 | 43:44 | 10:15 |
| B 4   | Türkei     | Bulgarien | 078:070       | 29:35 | 49:35 | –     |
| B 5   | Frankreich | Bulgarien | 091:074       | 42:28 | 49:46 | –     |
| B 6   | Kroatien   | Türkei    | 113:063       | 56:26 | 57:37 | –     |

| Platz | Team       | Spiele | Siege | Niederl. | Punkte | Körbe   | Diff | qualifiziert für |
| ----- | ---------- | ------ | ----- | -------- | ------ | ------- | ---- | ---------------- |
| 1     | Kroatien   | 3      | 3     | 0        | 6      | 317:241 | +76  | Zwischenrunde    |
| 2     | Frankreich | 3      | 2     | 1        | 5      | 255:229 | +26  | Zwischenrunde    |
| 3     | Türkei     | 3      | 1     | 2        | 4      | 196:252 | −56  | Zwischenrunde    |
| 4     | Bulgarien  | 3      | 0     | 3        | 3      | 227:273 | −46  |                  |

### Gruppe C
| Spiel | Team 1       | Team 2       | Ergebnis | 1. H. | 2. H. | Verl. |
| ----- | ------------ | ------------ | -------- | ----- | ----- | ----- |
| C 1   | Griechenland | Lettland     | 081:62   | 45:40 | 36:22 | –     |
| C 2   | Italien      | Israel       | 092:83   | 40:23 | 52:60 | –     |
| C 3   | Israel       | Griechenland | 079:74   | 40:41 | 39:33 | –     |
| C 4   | Italien      | Lettland     | 079:80   | 47:38 | 32:42 | –     |
| C 5   | Lettland     | Israel       | 101:84   | 50:35 | 51:49 | –     |
| C 6   | Italien      | Griechenland | 073:88   | 33:35 | 40:53 | –     |

| Platz | Team         | Spiele | Siege | Niederl. | Punkte | Körbe   | Diff | qualifiziert für |
| ----- | ------------ | ------ | ----- | -------- | ------ | ------- | ---- | ---------------- |
| 1     | Griechenland | 3      | 2     | 1        | 5      | 243:214 | +29  | Zwischenrunde    |
| 2     | Lettland     | 3      | 2     | 1        | 5      | 243:244 | −01  | Zwischenrunde    |
| 3     | Italien      | 3      | 1     | 2        | 4      | 244:251 | −07  | Zwischenrunde    |
| 4     | Israel       | 3      | 1     | 2        | 4      | 246:267 | −21  |                  |

### Gruppe D
| Spiel | Team 1      | Team 2      | Ergebnis | 1. H. | 2. H. | Verl. |
| ----- | ----------- | ----------- | -------- | ----- | ----- | ----- |
| D 1   | Deutschland | Estland     | 103:113  | 44:49 | 59:64 | –     |
| D 2   | Slowenien   | Belgien     | 061:082  | 31:35 | 30:47 | –     |
| D 3   | Belgien     | Deutschland | 064:093  | 35:56 | 29:37 | –     |
| D 4   | Slowenien   | Estland     | 080:063  | 37:28 | 43:35 | –     |
| D 5   | Slowenien   | Deutschland | 057:079  | 32:31 | 25:48 | –     |
| D 6   | Estland     | Belgien     | 079:078  | 36:36 | 43:42 | –     |

| Platz | Team        | Spiele | Siege | Niederl. | Punkte | Körbe   | Diff | qualifiziert für |
| ----- | ----------- | ------ | ----- | -------- | ------ | ------- | ---- | ---------------- |
| 1     | Estland     | 3      | 2     | 1        | 5      | 255:261 | −06  | Zwischenrunde    |
| 2     | Deutschland | 3      | 2     | 1        | 5      | 275:234 | +41  | Zwischenrunde    |
| 3     | Belgien     | 3      | 1     | 2        | 4      | 224:233 | −09  | Zwischenrunde    |
| 4     | Slowenien   | 3      | 1     | 2        | 4      | 198:224 | −26  |                  |

## Zwischenrunde
In der Zwischenrunde spielten die ersten drei Mannschaften jeder Vorrunden-Gruppe. Dabei bildeten die qualifizierten Mannschaften der Gruppen A und C die neue Gruppe 1, die qualifizierten Teams der Gruppen B und D die Gruppe 2. Die Ergebnisse der Begegnungen, die schon in der Vorrunde stattfanden, wurden mit in die Zwischenrunde übernommen.
Es war mindestens Rang vier notwendig um sich für das Viertelfinale zu qualifizieren, was mindestens EM-Platz 8 bedeutete. Die Mannschaften, die das Weiterkommen verpassten, wurden entsprechend ihrer erzielten Punkte auf die EM-Plätze 9 bis 12 einsortiert. Bei Punktgleichstand entschied der Korb-Quotient.

### Gruppe 1
| Spiel | Team 1                  | Team 2                  | Ergebnis | 1. H. | 2. H. | Verl. |
| ----- | ----------------------- | ----------------------- | -------- | ----- | ----- | ----- |
| 1/ 1  | Italien                 | Spanien                 | 060:078  | 37:40 | 23:38 | –     |
| 1/ 2  | Lettland                | Russland                | 072:091  | 40:47 | 32:44 | –     |
| 1/ 3  | Griechenland            | Bosnien und Herzegowina | 102:084  | 56:49 | 46:35 | –     |
| 1/ 4  | Spanien                 | Lettland                | 095:087  | 46:45 | 49:42 | –     |
| 1/ 5  | Bosnien und Herzegowina | Italien                 | 072:074  | 38:36 | 34:38 | –     |
| 1/ 6  | Griechenland            | Russland                | 067:084  | 38:42 | 29:42 | –     |
| 1/ 7  | Lettland                | Bosnien und Herzegowina | 097:102  | 48:47 | 49:55 | –     |
| 1/ 8  | Russland                | Italien                 | 095:069  | 44:48 | 51:21 | –     |
| 1/ 9  | Spanien                 | Griechenland            | 075:076  | 37:36 | 38:40 | –     |

| Platz | Team                | Spiele | Siege | Niederl. | Punkte | Körbe   | Diff | qualifiziert für |
| ----- | ------------------- | ------ | ----- | -------- | ------ | ------- | ---- | ---------------- |
| 1     | Spanien             | 5      | 4     | 1        | 9      | 430:387 | +43  | Viertelfinale    |
| 2     | Russland            | 5      | 4     | 1        | 9      | 444:371 | +73  | Viertelfinale    |
| 3     | Griechenland        | 5      | 4     | 1        | 9      | 414:378 | +36  | Viertelfinale    |
| 4     | Bosnien-Herzegowina | 5      | 1     | 4        | 6      | 424:468 | −44  | Viertelfinale    |
| 5     | Italien             | 5      | 1     | 4        | 6      | 355:413 | −58  |                  |
| 6     | Lettland            | 5      | 1     | 4        | 6      | 398:448 | −50  |                  |

### Gruppe 2
| Spiel | Team 1      | Team 2      | Ergebnis | 1. H. | 2. H. | Verl. |
| ----- | ----------- | ----------- | -------- | ----- | ----- | ----- |
| 2/ 1  | Frankreich  | Deutschland | 064:56   | 35:30 | 29:26 | –     |
| 2/ 2  | Estland     | Türkei      | 077:74   | 42:39 | 35:35 | –     |
| 2/ 3  | Kroatien    | Belgien     | 106:74   | 54:34 | 52:40 | –     |
| 2/ 4  | Estland     | Frankreich  | 061:73   | 23:44 | 38:29 | –     |
| 2/ 5  | Kroatien    | Deutschland | 070:63   | 38:31 | 32:32 | –     |
| 2/ 6  | Türkei      | Belgien     | 069:59   | 32:36 | 37:23 | –     |
| 2/ 7  | Kroatien    | Estland     | 098:80   | 49:41 | 49:39 | –     |
| 2/ 8  | Frankreich  | Belgien     | 083:65   | 45:37 | 38:28 | –     |
| 2/ 9  | Deutschland | Türkei      | 077:64   | 38:39 | 39:25 | –     |

| Platz | Team        | Spiele | Siege | Niederl. | Punkte | Körbe   | Diff | qualifiziert für |
| ----- | ----------- | ------ | ----- | -------- | ------ | ------- | ---- | ---------------- |
| 1     | Kroatien    | 5      | 5     | 0        | 10     | 487:375 | +112 | Viertelfinale    |
| 2     | Frankreich  | 5      | 4     | 1        | 09     | 384:337 | +047 | Viertelfinale    |
| 3     | Estland     | 5      | 3     | 2        | 08     | 410:426 | −016 | Viertelfinale    |
| 4     | Deutschland | 5      | 2     | 3        | 07     | 392:375 | +017 | Viertelfinale    |
| 5     | Türkei      | 5      | 1     | 4        | 06     | 325:395 | −070 |                  |
| 6     | Belgien     | 5      | 0     | 5        | 05     | 340:430 | −090 |                  |

## Finalrunde

### Turnierbaum
| Viertelfinale | Viertelfinale   | Viertelfinale |    |             | Halbfinale   | Halbfinale | Halbfinale   |                  |                  | Finale           | Finale | Finale |
|               |                 |               |    |             |              |            |              |                  |                  |                  |        |        |
| A1            | Spanien         | 77            |    |             |              |            |              |                  |                  |                  |        |        |
| B4            | Deutschland     | 79            |    |             |              |            |              |                  |                  |                  |        |        |
| 45            | 45              | 45            | B4 | Deutschland | 76           |            |              |                  |                  |                  |        |        |
|               |                 |               |    | A3          | Griechenland | 73         |              |                  |                  |                  |        |        |
| A3            | Griechenland    | 61            | 50 | 50          | 50           |            |              |                  |                  |                  |        |        |
| B2            | Frankreich      | 59            |    |             |              |            | Endspiel     | Endspiel         | Endspiel         |                  |        |        |
| 43            | 43              | 43            | B4 | Deutschland | 71           |            |              |                  |                  |                  |        |        |
|               |                 |               |    | A2          | Russland     | 70         |              |                  |                  |                  |        |        |
| A2            | Russland        | 82            | 54 | 54          | 54           |            |              |                  |                  |                  |        |        |
| B3            | Estland         | 61            |    |             |              |            |              |                  |                  |                  |        |        |
| 44            | 44              | 44            | A2 | Russland    | 84           |            |              |                  |                  |                  |        |        |
|               |                 |               |    | B1          | Kroatien     | 76         |              | Spiel um Platz 3 | Spiel um Platz 3 | Spiel um Platz 3 |        |        |
| A4            | Bosnien-Herzeg. | 78            | 49 | 49          | 49           | A3         | Griechenland | 59               |                  |                  |        |        |
| B1            | Kroatien        | 98            |    |             |              |            | B1           | Kroatien         | 99               |                  |        |        |
| 46            | 46              | 46            | 52 | 52          | 52           |            |              |                  |                  |                  |        |        |

### Viertelfinale
Die ersten vier Mannschaften jeder Zwischenrundengruppe spielten um den Einzug in die Runde der letzten Vier. Gespielt wurde im K.-o.-System über Kreuz gegen einen Gegner aus der anderen Gruppe.
| Spiel | Team 1     | Team 2              | Ergebnis    | 1. H. | 2. H. | Verl. |
| ----- | ---------- | ------------------- | ----------- | ----- | ----- | ----- |
| 43    | Frankreich | Griechenland        | 59:61       | 39:33 | 20:28 | –     |
| 44    | Russland   | Estland             | 82:61       | 40:31 | 42:30 | –     |
| 45    | Spanien    | Deutschland         | 77:79 n. V. | 37:35 | 35:37 | 5:7   |
| 46    | Kroatien   | Bosnien-Herzegowina | 98:78       | 51:41 | 47:37 | –     |

### Platz 5 bis 8
Die im Viertelfinale ausgeschiedenen Mannschaften spielten um EM-Platz 5.

|  | Kleines Halbfinale  | Kleines Halbfinale |                     |    | Spiel um Platz 5 | Spiel um Platz 5 |
|  |                     |                    |                     |    |                  |                  |
|  | Frankreich          | 83                 |                     |    |                  |                  |
|  | Spanien             | 95                 |                     |    |                  |                  |
|  | 48                  |                    |                     |    |                  |                  |
|  |                     |                    | 51                  |    |                  |                  |
|  | Estland             | 80                 |                     |    |                  |                  |
|  |                     | Spanien            | 119                 |    |                  |                  |
|  |                     |                    |                     |    |                  |                  |
|  | Spiel um Platz 7    |                    |                     |    |                  |                  |
|  | 47                  | 47                 | Bosnien-Herzegowina | 75 |                  |                  |
|  | Estland             | 99                 | Frankreich          | 83 |                  |                  |
|  | Bosnien-Herzegowina | 91                 |                     |    | 53               | 53               |

Kleines Halbfinale
| Spiel | Team 1     | Team 2              | Ergebnis | 1. H. | 2. H. | Verl. |
| ----- | ---------- | ------------------- | -------- | ----- | ----- | ----- |
| 47    | Estland    | Bosnien-Herzegowina | 99:91    | 43:38 | 56:53 | –     |
| 48    | Frankreich | Spanien             | 83:95    | 40:45 | 43:50 | –     |

Spiel um Platz 7
| Spiel | Team 1              | Team 2     | Ergebnis | 1. H. | 2. H. | Verl. |
| ----- | ------------------- | ---------- | -------- | ----- | ----- | ----- |
| 53    | Bosnien-Herzegowina | Frankreich | 75:83    | 34:41 | 41:42 | –     |

Spiel um Platz 5
| Spiel | Team 1  | Team 2  | Ergebnis | 1. H. | 2. H. | Verl. |
| ----- | ------- | ------- | -------- | ----- | ----- | ----- |
| 51    | Estland | Spanien | 80:119   | 33:60 | 47:59 | –     |

### Platz 1 bis 4
Die im Viertelfinale siegreichen Mannschaften spielten um den Europameistertitel.
Halbfinale
| Spiel | Team 1       | Team 2      | Ergebnis | 1. H. | 2. H. | Verl. |
| ----- | ------------ | ----------- | -------- | ----- | ----- | ----- |
| 49    | Russland     | Kroatien    | 84:76    | 43:37 | 41:39 | –     |
| 50    | Griechenland | Deutschland | 73:76    | 31:34 | 42:42 | –     |

Spiel um Platz 3
| Spiel | Team 1   | Team 2       | Ergebnis | 1. H. | 2. H. | Verl. |
| ----- | -------- | ------------ | -------- | ----- | ----- | ----- |
| 52    | Kroatien | Griechenland | 99:59    | 46:33 | 53:26 | –     |

Finale
| Spiel | Team 1   | Team 2      | Ergebnis | 1. H. | 2. H. | Verl. |
| ----- | -------- | ----------- | -------- | ----- | ----- | ----- |
| 54    | Russland | Deutschland | 70:71    | 35:38 | 35:33 | –     |

## Endstand
| Rang                         | Team                | Siege : Niederl. | Korbverhältnis |
| ---------------------------- | ------------------- | ---------------- | -------------- |
| 1                            | Deutschland         | 6 : 3            | 1,0690         |
| 2                            | Russland            | 6 : 3            | 1,1370         |
| 3                            | Kroatien            | 8 : 1            | 1,2725         |
| 4                            | Griechenland        | 5 : 4            | 0,9855         |
| 5                            | Spanien             | 7 : 2            | 1,1696         |
| 6                            | Estland             | 4 : 5            | 0,8935         |
| 7                            | Frankreich          | 6 : 3            | 1,0903         |
| 8                            | Bosnien-Herzegowina | 2 : 7            | 0,9266         |
| In Zwischenrunde gescheitert |                     |                  |                |
| 9                            | Italien             | 2 : 4            | 0,9012         |
| 10                           | Lettland            | 2 : 4            | 0,9380         |
| 11                           | Türkei              | 2 : 4            | 0,8667         |
| 12                           | Belgien             | 1 : 5            | 0,8595         |
| In Vorrunde gescheitert      |                     |                  |                |
| 13                           | Israel              | 1 : 2            | 0,9213         |
| 14                           | Slowenien           | 1 : 2            | 0,8839         |
| 15                           | Schweden            | 1 : 2            | 0,8617         |
| 16                           | Bulgarien           | 0 : 3            | 0,8315         |

## Das Deutsche Europameister-Team
| Logo | Stephan Baeck, Gunther Behnke, Hansi Gnad, Henning Harnisch, Mike Jackel, Moritz Kleine-Brockhoff, Michael Koch, Jens Kujawa, Kai Nürnberger, Teoman Öztürk, Henrik Rödl, Christian Welp Trainer: Svetislav Pesic |

## Ehrungen
Zum besten Spieler des Turniers (MVP) wurde der Deutsche Christian Welp gewählt. In insgesamt neun Spielen erzielte Welp zwar nur durchschnittlich 11,1 Punkte, machte dafür aber wichtige Treffer und trug wesentlich zum deutschen Titelgewinn bei.